# 戎信行
戎 信行（えびす のぶゆき、1972年4月24日 - ）は、兵庫県出身の元プロ野球選手（投手、右投右打）。

## 来歴・人物

### プロ入り前
育英高時代は、2年秋の県大会優勝で近畿大会へ進むも北陽高の寺前正雄と投げ合って惜敗。3年次の1990年夏の選手権に出場。初戦で、中川申也（2年）のいた秋田経法大附高に延長の末に2-3で敗れる。
1990年度プロ野球ドラフト会議で高校の先輩である土井正三監督が就任したオリックス・ブルーウェーブから2位指名を受けて入団。本拠地が神戸に移転する年の入団であり、地元出身選手として期待され、背番号は上田利治監督が長く付けていた30となった。

### オリックス時代
プロ入り4年目の1994年に一軍初昇格、9月21日にはプロ初先発を経験。しかし一軍での勝利を挙げられない年が続いた。
1998年オフにはプロ入りから付けていた背番号30を剥奪されるも、1999年春にはチームメイトのイチロー・星野伸之と共に米大リーグ、シアトル・マリナーズの春季キャンプに招待された。だが、シーズンでの登板機会は少なかった。
2000年春のキャンプで投手コーチの河村英文から「おれについてきたらタイトルをとらせてやる」と言われ、戎は「正直言って、それまでは人の意見はまったく聞きませんでした。信頼感というんでしょうか。ヨシ、この人についていこうと心に決めたんです」と述べている。同年先発陣に故障者、不振者が相次ぎ、「下に誰かいないか」と言われた二軍投手コーチの佐藤義則が戎を推薦する 。6月27日には1994年以来の先発登板を果たし、勝ち星は付かなかったもの好投。続く7月4日の日本ハムファイターズ戦でプロ初勝利、立て続けに勝利を重ねて、5試合の先発で3勝負けなしだったこともあり故障の川越英隆の代替選手としてオールスターゲームにも監督推薦で出場した。6月末からの先発ながら8勝を挙げ、リーグトップの8完投を記録。最後の登板でチーム唯一となる規定投球回数ちょうどの135イニングに到達、河村コーチの言葉通り、最優秀防御率のタイトルを獲得した。防御率の3.27という数字は1リーグ制、2リーグ制を通してタイトルホルダーとしては最も高い数字である。戎は「周りのアドバイスを聞くことが、いかに大事か。いまの自分があるのも、それを教えてくれた河村さんのおかげです」 と述べている。
2001年は開幕から調子が上がらず、7月6日に開幕から毎試合得点を挙げていた西武ライオンズを相手にグリーンスタジアム神戸で3安打の完封勝利を挙げたが、前年とは対照的に負けが先行し、8月末には先発ローテーションから外されてしまった。この年最優秀防御率を獲得したネイサン・ミンチーも防御率3.26と高めで、パ・リーグでは2年連続で防御率3点台の最優秀防御率投手が出たことになった。
2002年は背番号1を加藤伸一から引き継いで着用していたが、首脳陣の評価は低く、先発での登板が1試合のみでそれ以外の5試合が中継ぎという状況だった。打撃低迷に苦しむチーム事情から、シーズン途中の6月25日に副島孔太とのトレードでヤクルトスワローズへ移籍することが発表された。

### ヤクルト時代
2002年は最終盤の1試合のみの登板に終わった。
2003年は開幕ローテーション入りし3月30日の広島戦で移籍後初勝利を挙げるも、シーズン通算では5試合の登板で1勝3敗、防御率7.36の成績に終わり、シーズンオフに戦力外通告を受けた。
その後入団テストを受けて大阪近鉄バファローズへ移籍。

### 近鉄時代
2004年は近鉄最後の年となったが、投手陣の事情が厳しかったにもかかわらず、一軍へ上がれないまま10月6日に再び戦力外通告を受けて現役を引退した。

### 引退後
引退後はオリックス時代のチームメイト・髙嶋徹の勧めで複合アミューズメント施設ラウンドワンに勤務しており、北心斎橋店の支配人、伊丹店の支配人、高松店の支配人を経て、JR尼崎駅前店で副支配人を務めていた。
2024年からは社会人野球クラブチームのKC兵庫でヘッドコーチに就任。2025年より監督を務める。

## 詳細情報

### 年度別投手成績
| 年 度     | 球 団      | 登 板 | 先 発 | 完 投 | 完 封 | 無 四 球 | 勝 利 | 敗 戦 | セ 丨 ブ | ホ 丨 ル ド | 勝 率 | 打 者 | 投 球 回 | 被 安 打 | 被 本 塁 打 | 与 四 球 | 敬 遠 | 与 死 球 | 奪 三 振 | 暴 投 | ボ 丨 ク | 失 点 | 自 責 点 | 防 御 率 | W H I P |
| --------- | ---------- | ----- | ----- | ----- | ----- | -------- | ----- | ----- | -------- | ----------- | ----- | ----- | -------- | -------- | ----------- | -------- | ----- | -------- | -------- | ----- | -------- | ----- | -------- | -------- | ------- |
| 1994      | オリックス | 3     | 1     | 0     | 0     | 0        | 0     | 0     | 0        | --          | ----  | 34    | 7.0      | 8        | 1           | 5        | 0     | 1        | 6        | 1     | 0        | 5     | 5        | 6.43     | 1.86    |
| 1995      | オリックス | 1     | 0     | 0     | 0     | 0        | 0     | 0     | 0        | --          | ----  | 5     | 1.0      | 1        | 0           | 1        | 0     | 0        | 0        | 0     | 0        | 1     | 1        | 9.00     | 2.00    |
| 1997      | オリックス | 2     | 0     | 0     | 0     | 0        | 0     | 0     | 0        | --          | ----  | 10    | 2.0      | 4        | 1           | 0        | 0     | 0        | 1        | 0     | 0        | 1     | 1        | 4.50     | 2.00    |
| 1998      | オリックス | 11    | 0     | 0     | 0     | 0        | 0     | 0     | 0        | --          | ----  | 93    | 21.0     | 30       | 1           | 4        | 0     | 0        | 17       | 2     | 0        | 16    | 16       | 6.86     | 1.62    |
| 1999      | オリックス | 10    | 0     | 0     | 0     | 0        | 0     | 0     | 0        | --          | ----  | 84    | 16.1     | 25       | 0           | 7        | 0     | 2        | 11       | 1     | 0        | 13    | 7        | 3.86     | 1.96    |
| 2000      | オリックス | 21    | 17    | 8     | 1     | 0        | 8     | 2     | 0        | --          | .800  | 552   | 135.0    | 119      | 10          | 32       | 1     | 8        | 73       | 3     | 0        | 59    | 49       | 3.27     | 1.12    |
| 2001      | オリックス | 20    | 19    | 2     | 2     | 1        | 5     | 9     | 0        | --          | .357  | 511   | 117.1    | 124      | 14          | 44       | 0     | 5        | 63       | 1     | 0        | 56    | 48       | 3.68     | 1.43    |
| 2002      | オリックス | 6     | 1     | 0     | 0     | 0        | 1     | 1     | 1        | --          | .500  | 74    | 16.2     | 16       | 3           | 8        | 0     | 2        | 10       | 0     | 0        | 7     | 7        | 3.78     | 1.44    |
| 2002      | ヤクルト   | 1     | 1     | 0     | 0     | 0        | 0     | 1     | 0        | --          | .000  | 19    | 4.1      | 4        | 0           | 3        | 0     | 0        | 2        | 0     | 0        | 3     | 2        | 4.15     | 1.62    |
| '02計     | ヤクルト   | 7     | 2     | 0     | 0     | 0        | 1     | 2     | 1        | --          | .333  | 93    | 21.0     | 20       | 3           | 11       | 0     | 2        | 12       | 0     | 0        | 10    | 9        | 3.86     | 1.48    |
| 2003      | ヤクルト   | 5     | 5     | 0     | 0     | 0        | 1     | 3     | 0        | --          | .250  | 98    | 22.0     | 36       | 6           | 1        | 1     | 0        | 9        | 0     | 0        | 18    | 18       | 7.36     | 1.68    |
| 通算：9年 | 通算：9年  | 80    | 44    | 10    | 3     | 1        | 15    | 16    | 1        | --          | .484  | 1480  | 342.2    | 367      | 36          | 105      | 2     | 18       | 192      | 8     | 0        | 179   | 154      | 4.04     | 1.38    |

- 各年度の太字はリーグ最高

### タイトル
- 最優秀防御率：1回（2000年）

### 表彰
- ジュニア日本選手権MVP：1回（1994年）

- 月間MVP：1回（2000年7月）

### 記録
- 初登板・初先発：1994年9月21日、対千葉ロッテマリーンズ25回戦（グリーンスタジアム神戸）、3回5失点
- 初奪三振：同上、3回表にヘンスリー・ミューレンから
- 初勝利・初先発勝利：2000年7月4日、対日本ハムファイターズ14回戦（東京ドーム）、8回2失点
- 初完投勝利：2000年7月9日、対大阪近鉄バファローズ16回戦（グリーンスタジアム神戸）、9回3失点
- 初完封勝利：2000年8月3日、対千葉ロッテマリーンズ17回戦（千葉マリンスタジアム）
- 初セーブ：2002年4月23日、対千葉ロッテマリーンズ5回戦（千葉マリンスタジアム）、7回裏から救援登板、3回無失点
- オールスターゲーム出場：1回 （2000年）

### 背番号
- 30（1991年 - 1998年）
- 65（1999年 - 2001年）
- 1（2002年 - 2002年途中）
- 23（2002年途中 - 2003年）
- 66（2004年）